# گندوز
گندوز یک روستا در ایران است که در شهرستان مشگین‌شهر استان اردبیل‌ واقع شده‌است. گندوز ۱۱۶ نفر جمعیت دارد.

## جمعیت
این روستا در دهستان شعبان (مشگین‌شهر) قرار دارد و براساس سرشماری مرکز آمار ایران در سال ۱۳۸۵، جمعیت آن ۱۱۶ نفر (۲۵ خانوار) بوده‌است.